# CSD Loma Negra
Club Social y Deportivo Loma Negra (kurz CSD Loma Negra) ist ein argentinischer Sportverein aus Olavarría in der Provinz Buenos Aires. Der Spitzname des Vereins lautet Celeste (hellblau) und Loma (Hügel).

## Geschichte

### Anfänge
Der Club Social y Deportivo Loma Negra wurde am 31. Mai 1929 von der Zementfirma Loma Negra als Betriebssportmannschaft gegründet. In den 1930er-Jahren nahm das Team erstmals an der Fußballliga von Olavarría teil, um sich für die Meisterschaften der 2. und 3. Division zu qualifizieren. Im Laufe der Zeit wurden weitere Sportarten in das Vereinsangebot aufgenommen, darunter Basketball, Boccia, Schach, Radfahren, Boxen, Paddelball und Schwimmen.

### Testspiel gegen die UdSSR
Ein historisches Highlight ereignete sich am 17. April 1982, als Vereinspräsidentin Amalia Lacroze de Fortabat die sowjetische Nationalmannschaft für ein Freundschaftsspiel nach Olavarría holte – für eine Summe von 30.000 US-Dollar. Die Sowjets, die kurz zuvor ein 1:1-Unentschieden gegen die argentinische Nationalmannschaft erzielt hatten, reisten mit dem Ballon-d’Or-Sieger von 1975, Oleg Blochin, an und waren seit 18 Spielen ungeschlagen. Überraschend gewann Loma Negra das Spiel mit 1:0 durch ein Tor von Armando Husillos, was international für Schlagzeilen sorgte.

### Aufstieg in die 1. Liga
Zu diesem Zeitpunkt spielte Loma Negra in der zweitklassigen Torneo Regional, nachdem der Verein 1981 aus der höchsten Spielklasse, der Nacional, abgestiegen war. 1983 gelang die Rückkehr in die Nacional, wo Loma Negra das Achtelfinale erreichte, jedoch gegen Racing Club ausschied. Armando Husillos war mit 11 Treffern der beste Torschütze des Turniers. In derselben Saison stieg der Verein erneut ab und spielte bis Ende der 1980er-Jahre nur noch in der dritten Liga.
Die Saison 1992/93 markierte den letzten Auftritt von Loma Negra in der drittklassigen Torneo Regional. Seitdem tritt der Verein ausschließlich im argentinischen Amateurfußball an.

### Heute
Neben dem Fußball bietet der CSD Loma Negra weiterhin eine breite Palette an Sportarten wie Basketball, Boccia, Eiskunstlauf, Pelota, Taekwondo und Tennis an.

## Erfolge
- Liga de Fútbol de Olavarría (9): 1949, 1966, 1975, 1984, 1978, 1980, 1982, 1991
- Aufstieg in die Primera División (2): 1981, 1982

## Bekannte Spieler
- Luis Adolfo Galván – (1982–1983)
- Abelardo Carabelli – (1980er Jahre)
- Carlos Squeo – (1981–1983)
- Armando Husillos – (1981–1983)